# Turritella

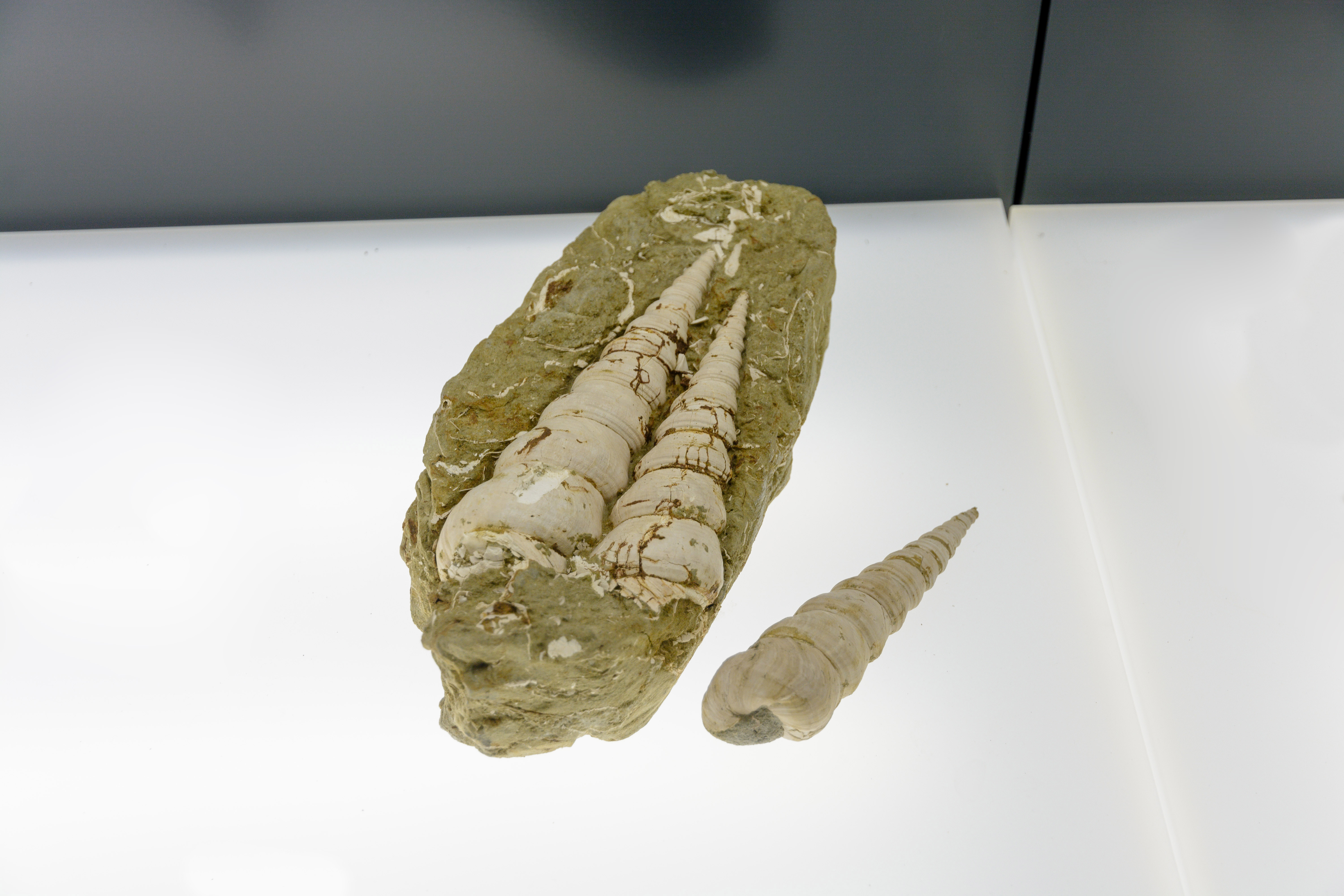
Turritella gradata, Turmschnecken auf Sediment, Teiritzberg bei Stetten

Turritella ist eine Gattung mariner Schnecken innerhalb der Familie der Turmschnecken (Turritellidae).

## Merkmale
Die Gattung beinhaltet Arten mit einem enggewickelten, spitz-hochkonischen Gehäuse mit zahlreichen Windungen. Die einzelnen Windungen sind konvex gerundet und mit Spiralstreifen versehen. Der Fuß ist relativ klein und das Gehäuse kann mit einem Operkulum verschlossen werden.

## Systematik
Die Gattung Turritella wurde von Lamarck 1799 aufgestellt. Die Typusart ist Turbo terebra Linné, 1758. Der Gattungsname wurde in der Folgezeit auf fast alle Schnecken mit hochturmförmigen Gehäusen ausgedehnt. Heute wird die Gattung wieder in einer stark eingeengten Definition aufgefasst. Die Gattung umfasst neben der Nominatuntergattung auch die Untergattung Torcula. Fossilien von Turritella finden sich in Mitteleuropa seit der Kreidezeit. Vorläuferformen gab es schon im Devon. Die Gattung brachte besonders im Känozoikum zahlreiche Arten hervor. 

## Arten (Auswahl)
- Gemeine Turmschnecke (Turritella communis)
- Turritella terebra
- Turritella turris

## Fossilvorkommen
Die nach einem Massenvorkommen fossiler Schalen von Turritella turris benannte Erminger Turritellenplatte bei Ulm ist eine bedeutende Fundlokalität aus dem Burdigalium (Unteres Neogen). Die Sedimente wurden vor etwa 18,5 Ma im nordalpinen Molassebecken unter flachmarinen küstennahen Bedingungen abgelagert.